# ستيوارت ميلس
ستيوارت ميلس (بالإنجليزية: Stewart Mills)‏ هو لاعب دوري الرغبي أسترالي، ولد في 12 نوفمبر 1991 في سيدني في أستراليا.